# Pittsford (Vermont)
Pour les articles homonymes, voir Pittsford.
Pittsford est une ville américaine située dans le comté de Rutland, dans l'État du Vermont.

## Géographie
La municipalité s'étend sur 43,58 milles carrés (112,87 km2), dont 43,33 milles carrés (112,22 km2) de terres.
| Sudbury                 | Brandon   | Chittenden |
| Hubbardton              | Pittsford | Chittenden |
| West Rutland, Castleton | Proctor   | Rutland    |

## Démographie
Selon le recensement de 2010, Pittsford compte 2 991 habitants.